# Alphabet araméen
L'alphabet araméen est un ancien alphabet consonantique.
Cet alphabet est historiquement important car quasiment tous les alphabets moyen-orientaux modernes en descendent, ainsi que de nombreuses écritures non chinoises d'Asie du Centre et de l'Est, du fait de l'usage répandu de l'araméen comme langue véhiculaire et langue officielle de l'Empire achéménide. Parmi les écritures contemporaines, l'alphabet hébreu est le plus proche de l'alphabet araméen impérial du Ve siècle av. J.-C., comportant les mêmes lettres et, pour la majeure partie, des formes identiques.

## Caractéristiques

### Propriétés
L'alphabet araméen est un alphabet consonantique : ses graphèmes ne servent à noter que les consonnes, les voyelles n'étant pas indiquées. Il est écrit de droite à gauche.

### Graphèmes
Le tableau suivant donne les formes des graphèmes de l'alphabet araméen impérial, utilisé au Ve siècle av. J.-C.
| Lettre | Unicode  | Nom          | Valeur          | Correspondances | Correspondances | Correspondances | Correspondances | Correspondances | Correspondances |
| Lettre | Unicode  | Nom          | Valeur          | Hébreu          | Arabe           | Syriaque        | Brahmi          | Nabatéen        | Kharosthi       |
| ------ | -------- | ------------ | --------------- | --------------- | --------------- | --------------- | --------------- | --------------- | --------------- |
|        | U+010840 | Ālaph        | [ʔ], [aː], [eː] | א               | ا               | ܐ               |                 |                 |                 |
|        | U+010841 | Bēth         | [b], [v]        | ב               | ﺑ               | ܒ               |                 |                 |                 |
|        | U+010842 | Gāmal        | [ɡ], [ɣ]        | ג               | ﺟ               | ܓ               |                 |                 |                 |
|        | U+010843 | Dālath       | [d], [ð]        | ד               | د, ذ            | ܕ               |                 |                 |                 |
|        | U+010844 | Hē           | [h]             | ה               | ﻫ               | ܗ               |                 |                 |                 |
|        | U+010845 | Waw          | [w], [oː], [uː] | ו               | و               | ܘ               |                 |                 |                 |
|        | U+010846 | Zain         | [z]             | ז               | ز               | ܙ               |                 |                 |                 |
|        | U+010847 | Ḥēth         | [ħ]             | ח               | ﺧ, ﺣ            | ܚ               |                 |                 |                 |
|        | U+010848 | Ṭēth         | [tˤ]            | ט               | ط               | ܛ               |                 |                 |                 |
|        | U+010849 | Yudh         | [j], [iː], [eː] | י               | ﻳ               | ܝ               |                 |                 |                 |
|        | U+01084A | Kāph         | [k], [x]        | כ, ך            | ك               | ܟ, ܟ            |                 |                 |                 |
|        | U+01084B | Lāmadh       | [l]             | ל               | ﻟ               | ܠ               |                 |                 |                 |
|        | U+01084C | Mim          | [m]             | מ, ם            | ﻣ               | ܡ, ܡ            |                 |                 |                 |
|        | U+01084D | Nun          | [n]             | נ, ן            | ن               | ܢ               |                 |                 |                 |
|        | U+01084E | Semkath      | [s]             | ס               | ﺳ               | ܣ               |                 |                 |                 |
|        | U+01084F | ʿĒ           | [ʕ]             | ע               | ﻏ, ﻋ            | ܥ               |                 |                 |                 |
|        | U+010850 | Pē           | [p], [f]        | פ, ף            | ﻓ               | ܦ               |                 |                 |                 |
| ,      | U+010851 | Ṣādhē        | [sˤ]            | צ, ץ            | ﺻ               | ܨ               |                 |                 |                 |
|        | U+010852 | Qof (lettre) | [q]             | ק               | ﻗ               | ܩ               |                 |                 |                 |
|        | U+010853 | Rēsh         | [r]             | ר               | ر               | ܪ               |                 |                 |                 |
|        | U+010854 | Shin         | [ʃ]             | ש               | ﺷ, ﺳ            | ܫ               |                 |                 |                 |
|        | U+010855 | Tau          | [t], [θ]        | ת               | ﺗ, ﺛ            | ܬ               |                 |                 |                 |

### Matres lectionis
Les lettres waw, 𐡅, et yudh, 𐡉, placées derrière des consonnes suivies des voyelles « u » et « i » (et souvent « o » et « e ») sont utilisées pour indiquer les voyelles longues « û » et « î » (ainsi que, souvent, « ô » et « ê »). Ces lettres, qui indiquent à la fois un son consonne et un son voyelle, sont nommées matres lectionis. De même, la lettre ālaph, 𐡀, a certaines caractéristiques d'une mater lectionis : en position initiale, elle indique une consonne suivie d'une voyelle, le coup de glotte ; au milieu et en fin de mot, elle indique souvent la voyelle longue « â » ou « ê ». Parmi les Juifs, l'influence de l'hébreu a souvent conduit à utiliser hē à la place d'ālaph en position finale.

## Histoire

### Origines
Les premières inscriptions en araméen font usage de l'alphabet proto-araméen. L'alphabet araméen se développe à partir de celui-ci au cours du temps. L'araméen devient lingua franca du Moyen-Orient, son écriture complémentant tout d'abord le cunéiforme, puis le remplaçant comme système prédominant.

### Période achéménide
Vers 500 av. J.-C., à la suite des conquêtes achéménides de la Mésopotamie sous Darius Ier, le vieil araméen (en) est adopté par les conquérants comme véhicule de communication écrite entre les différentes régions de l'Empire. L'araméen impérial est très standardisé ; son orthographe est basée plus sur des racines historiques que sur un quelconque dialecte et il est inévitablement influencé par le vieux-perse.
Pendant des siècles après la chute de l'Empire achéménide en 331 av. J.-C., l'araméen impérial — ou une version suffisamment proche pour rester reconnaissable — exerce une influence sur les différentes langues iraniennes indigènes. l'alphabet araméen donne ses caractéristiques essentielles à l'écriture pehlevi.
Un ensemble de trente documents araméens de Bactriane sur cuir, récemment découverts et dont l'analyse est publiée en 2006, rendent compte de l'usage de l'araméen dans l'administration achéménide de Bactriane et de Sogdiane au IVe siècle av. J.-C.
L'usage répandu de l'alphabet araméen conduit à son adoption progressive pour écrire l'hébreu. Avant cette adoption, l'hébreu est écrit en alphabet paléo-hébraïque, un système d'écriture plus proche de l'alphabet phénicien.

### Écritures dérivées
L'évolution de l'alphabet araméen à partir du phénicien étant un processus graduel, la division des alphabets entre ceux qui dérivent directement du phénicien et ceux qui en dérivent via l'araméen est un peu artificielle. En général, les alphabets de la région méditerranéenne (Anatolie, Grèce, Italie) sont considérés comme dérivant du phénicien, adaptés vers le VIIIe siècle av. J.-C. ; ceux de l'Est (Levant, Perse, Asie centrale, Inde) sont considérés comme dérivant de l'araméen, adaptés vers le VIe siècle av. J.-C. à partir de l'alphabet araméen impérial de l'Empire achéménide. Après la chute de celui-ci, l'unité de l'alphabet est perdue et il se diversifie en un certain nombre de cursives.
Les alphabets hébreu et nabatéen, tel qu'ils sont écrits lors de la Rome antique, ont peu changé stylistiquement par rapport à l'alphabet araméen impérial.
Une écriture hébraïque cursive se développe dans les premiers siècles du Ier millénaire, mais elle reste restreinte à un statut de variante utilisée à côté de l'écriture non-cursive. Par contraste, la cursive se développant à partir de l'alphabet nabatéen à la même période devient le standard pour écrire l'arabe, donnant à terme l'alphabet arabe tel qu'écrit au début de l'expansion de l'islam.
Le développement de versions cursives de l'araméen conduit également à la création des alphabets syriaque, palmyrénien et mandéen. Ces écritures forment la bases des alphabets d'Asie centrale, tels que les alphabets sogdien et mongol.
Il a été suggéré que l'alphabet de l'Orkhon dériverait de l'alphabet araméen.

### Époque moderne
À l'époque contemporaine, l'araméen biblique (en), les dialectes néo-araméens juifs et la langue araméenne du Talmud sont écrits avec l'alphabet hébreu. Le syriaque et les dialectes néo-araméens chrétiens font usage de l'alphabet syriaque. Le mandéen utilise l'alphabet mandéen.

## Codage informatique
L'alphabet araméen est ajouté au standard Unicode en octobre 2009, avec la publication de la version 5.2. Il occupe le bloc U+10840 à U+1085F, intitulé « Araméen impérial ». Les 22 premiers caractères, de U+10840 à U+10855, concernent les lettres de l'alphabet ; U+10857 est le signe de section ; U+10858 à U+1085F sont des nombres (1, 2, 3, 10, 20, 100, 1 000 et 10 000. Le caractère U+10856 n'est pas utilisé.
| en fr   | 0 | 1 | 2 | 3 | 4 | 5 | 6 | 7 | 8 | 9 | A | B | C | D | E | F |
| U+10840 | 𐡀 | 𐡁 | 𐡂 | 𐡃 | 𐡄 | 𐡅 | 𐡆 | 𐡇 | 𐡈 | 𐡉 | 𐡊 | 𐡋 | 𐡌 | 𐡍 | 𐡎 | 𐡏 |
| ------- | - | - | - | - | - | - | - | - | - | - | - | - | - | - | - | - |
| U+10850 | 𐡐 | 𐡑 | 𐡒 | 𐡓 | 𐡔 | 𐡕 |   | 𐡗 | 𐡘 | 𐡙 | 𐡚 | 𐡛 | 𐡜 | 𐡝 | 𐡞 | 𐡟 |